# Verzorgingsplaats Sonse Heide
Verzorgingsplaats Sonse Heide is een Nederlandse verzorgingsplaats aan de A50 Emmeloord-Eindhoven nabij Son en Breugel, net ten noorden van Eindhoven.

## Herkomst naam
De Sonse heide is een naaldhoutgebied ten westen van Son van ongeveer 400 ha, dat aansluit op een soortgelijk gebied bij Best. Er ligt een ven in, het Oudmeer genaamd, waaromheen een heide- en stuifzandgebied ligt. De Sonse heide was oorspronkelijk een heidegebied dat omstreeks 1920 met naaldhout is beplant.